# كربون لاعضوي منحل
الكربون اللاعضوي المنحل (اختصاراً DIC؛ أو الكربون اللاعضوي الكلّي، اختصاراً TIC أو CT) هو مجموع الأنواع الكيميائية المنحلة من الكربون اللاعضوي في عينة.
تتضمن أنواع الكربون اللاعضوي المنحلة كل من ثنائي أكسيد الكربون وحمض الكربونيك وأنيونات البيكربونات والكربونات. يعد قياس الكربون اللاعضوي المنحل عاملاً مهماً في تتبع قياسات pH وسط الأنظمة المائية الطبيعية. عادة ما يرمز لثنائي أكسيد الكربون وحمض الكربون سويةً بالرمز *CO2.
يمكن التعبير عن الكربون اللاعضوي المنحل رياضياً بالمعادلة
[CT = [CO2*] + [HCO3−] + [CO3−2
حيث:
- CT مجموع الكربون اللاعضوي المنحل
- [*CO2] مجموع تركيزي حمض الكربونيك وثنائي أكسيد الكربون المنحل

( [CO2*] = [CO2] + [H2CO3])
- [−HCO3] تركيز البيكربونات
- [2−CO3] تركيز الكربونات

إن تركيز الأنواع المذكورة يكون منضبطاً وفق المعادلات الكيميائية التالية:
2−CO2 + H2O  H2CO3  H+ + HCO3−  2H+ + CO3